# Palpares weelei
Palpares weelei là một loài côn trùng trong họ Myrmeleontidae thuộc bộ Neuroptera. Loài này được Fraser miêu tả năm 1951.